# Esperança (Arronches)
Esperança ist eine Gemeinde (Freguesia) im portugiesischen Kreis (Concelho) von Arronches. In ihr leben 589 Einwohner (Stand 19. April 2021). Bekannt sind die urgeschichtlichen Felszeichnungen, die auch im Wappen der Gemeinde auftauchen.

## Geschichte
Eine Reihe Funde belegen eine vorgeschichtliche Besiedlung des Gemeindegebietes. Auch die folgende Gemeindegeschichte verlief entsprechend der des gesamten Kreises Arronches. So folgte der arabischen Herrschaft ab 711 eine wechselhafte Geschichte zwischen Reconquista, vorübergehender Rückeroberungen durch die Mauren, Eroberungsversuchen durch die spanischen Nachbarn, und erfolgreicher Verteidigung der Zugehörigkeit zu Portugal.

## Sehenswürdigkeiten
Die Gemeinde liegt im Naturpark der Serra de São Mamede, dem Parque Natural da Serra de S.Mamede. Wanderwege durchziehen das Gebiet. Der Ort selbst zeichnet sich durch einen historisch erhalten gebliebenen Ortskern aus.
Zu den Baudenkmälern der Gemeinde zählen verschiedene jungsteinzeitliche Ausgrabungen, darunter auch Felsmalereien am Fundort Abrigo Pinho Monteiro. Verschiedene öffentliche und private Gebäude, Herrenhäuser, Brunnen und Sakralbauten stehen ebenfalls unter Denkmalschutz, etwa die Gemeindekirche Igreja Paroquial de Esperança (auch Igreja de Nossa Senhora da Esperança).
Eine Besonderheit stellt das Dorf Marco (spanisch: El Marco) dar. Es gehört zur Hälfte zur Gemeinde Esperança, während die andere Hälfte bereits in der spanischen Gemeinde La Codosera (Provinz Badajoz) liegt. Eine Fußgängerbrücke verbindet die Dorfteile.